# Koharalepis
Koharalepis — викопний рід кановіндрових тетраподоморфів, який мешкав на території сучасної Антарктиди в середньому девоні. Він містить один вид, K. jarviki.